# Ilmar Reepalu
Ilmar Reepalu (født 11. oktober 1943) er en svensk socialdemokratisk politiker og var fra 1995 til 2013 formand for kommunalbestyrelsen (borgmester) i Malmø. 
Reepalu blev født i Estland, men voksede op i den svenske by Motala. Han er uddannet civilingeniør og arkitekt.